# L'Histoire de l'humanité (roman)
Pour le film, voir L'Histoire de l'humanité.
L'Histoire de l'humanité (The Story of Mankind) est un roman écrit et illustré par le journaliste, professeur et auteur néerlando-américain Hendrik Willem van Loon et publié en 1921. En 1922, il est le premier livre à recevoir la médaille Newbery pour une contribution exceptionnelle à la littérature enfantine américaine. 

## Présentation
Écrit pour les enfants de Van Loon (Hansje et Willem) en l'espace de deux mois, L'Histoire de l'humanité raconte en de courts chapitres l'histoire de la civilisation occidentale à partir de l'homme primitif, couvrant le développement de l'écriture, de l'art et de l'architecture, la montée des grandes religions et la formation de l'État-nation moderne. Van Loon explique dans le livre comment il a choisi ce qu'il incluait et se qu'il ignorait en soumettant tous les documents à une question : la personne ou l'événement en question a-t-il accompli un acte sans lequel toute l'histoire de la civilisation aurait été différente ? 
Après la première édition du livre en 1921, Van Loon a publié une édition mise à jour en 1926 qui comprenait un essai supplémentaire intitulé « After Seven Years », sur les effets de la Première Guerre mondiale et une autre mise à jour en 1938 avec un nouvel « Épilogue ». Depuis la mort de Van Loon en 1944, L'histoire de l'humanité a été complétée par son fils, Gerrit van Loon. La version la plus récente de Robert Sullivan (2014) couvre les événements jusqu'au début des années 2010  (ISBN 978-0-87140-865-5). 
Le roman est publié pour la première fois en français en 1937. Il est traduit par Maurice Soulié aux éditions Payot. 

## Adaptation
En 1957, un film basé sur le livre, intitulé L'Histoire de l'humanité, met en vedette Ronald Colman, les Marx Brothers et un casting de stars. 